# Cyro Giambruno
Cyro Giambruno (Mercedes, Soriano, 1898 - 3 de noviembre de 1980) fue un político uruguayo del Partido Colorado.

## Biografía
Giambruno integró la Asamblea Nacional Constituyente electa el 25 de junio de 1933. Fue elegido Representante por el Departamento de Florida para los periodos 1934-1938 y 1938-1941; en el segundo periodo presidió el cuerpo. Posteriormente se desempeñó como Ministro de Instrucción Pública. Fue un decidido impulsor de la escuela de Fray Marcos, que hoy lleva su nombre.
Retorna a la Cámara de Representantes en el periodo 1943-1948. En 1947 presidió la Comisión Permanente del Poder Legislativo.
Su hermano Mario Giambruno fue militar naval; capitaneó el vapor Maldonado, que el 2 de agosto de 1942 estuvo brevemente en combate con el submarino U-510.